# Thomas Foley (1695-1749)
Pour les articles homonymes, voir Thomas Foley et Foley.
Thomas Foley (c. 1695 - 3 avril 1749), de Stoke Edith, Herefordshire est un propriétaire britannique et un membre du Parlement.

## Biographie

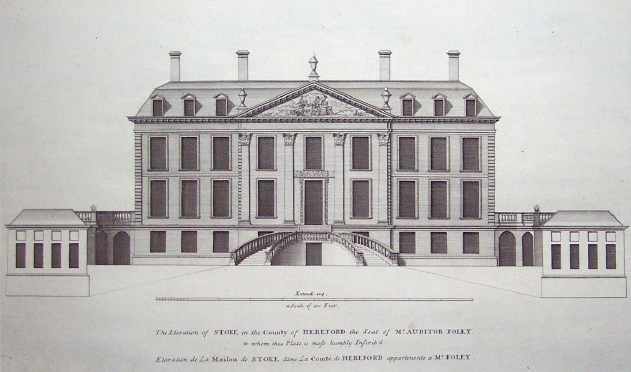
Stoke Edith

Il est le fils aîné de Thomas Foley (auditeur des avances) (en) et hérite de ses domaines lors de son décès en 1737. Il représente Hereford au Parlement de 1734 à 1741 et le Herefordshire de 1742 à 1747.
Il poursuit l'entreprise familiale d'extraction du fer dans la forêt de Dean, initialement en association avec son père. Cependant, à son époque, les baux ne sont pas renouvelés car ils arrivent à expiration, et l’entreprise décline.
Il se marie cinq fois.
1. Hester Andrews, fille de Thomas Andrews et Elizabeth Young. Enfants : Martin Andrew Foley et Thomas Foley
2. Mary Warter, fille de John Warter. Enfants : Très Rév. Robert Foley (mort en 1783) et Sarah Foley
3. Elizabeth Wolstenholme, fille de Henry Wolstenholme. Enfant : Paul Jermyn Foley
4. Elizabeth Unett, fille de Robert Unett
5. Catherine Gwyn, fille de Francis Gwyn

Son fils aîné est un autre Thomas Foley, qui devient le premier baron Foley de la deuxième création en 1776.